# Heike Fischer
Heike Fischer (* 7. September 1982 in Demmin) ist eine ehemalige deutsche Wasserspringerin. 
Sie lebt in Leipzig, ist Sportsoldatin der Bundeswehr und studiert an der AKAD-Fachhochschule Leipzig Betriebswirtschaftslehre. Trainiert wurde sie von ihrer Mutter Margit Fischer und zuvor von ihrem Vater Uwe Fischer im SC DHfK Leipzig. Sie kommentiert seit der Europameisterschaft 2009 Wassersprungwettbewerbe für die deutschsprachige Version des Senders Eurosport.
Ihr sportlich größter Erfolg war der Gewinn der Bronzemedaille bei den Olympischen Spielen 2008 in Peking im 3-m-Synchronwettbewerb zusammen mit Ditte Kotzian. Das Duo gewann zudem Silber bei der Weltmeisterschaft 2007 in Melbourne und zweimal Silber bei Europameisterschaften.
Im Einzel konnte Fischer drei Medaillen bei Europameisterschaften und einmal Bronze bei der Weltmeisterschaft 2005 in Montreal gewinnen, jeweils im Kunstspringen vom 1-m-Brett.
Sie beendete ihre Karriere nach den Olympischen Spielen 2008.
Im Jahr 2014 wurde Heike Fischer-Jung, wie sie heute heißt, von den Leipziger Schriftstellern Volly Tanner und Lene Hoffmann für ihr Buch „Stadtgespräche aus Leipzig“ porträtiert, in dem sie von ihrem Leben nach dem Ende der sportlichen Laufbahn erzählt.
Heike Fischer-Jung ist Referentin für Öffentlichkeitsarbeit am Olympiastützpunkt Leipzig. Außerdem agiert sie als Vizepräsidentin für Leistungssport beim Landessportbund Sachsen und ist Jugendwartin im SC DHfK Leipzig.

## Erfolge
- zweiundzwanzigfache deutsche Meisterin
- Jugend-Europameisterin vom 10-m-Turm 1999 und 2000
- Zweite der Jugend-Weltmeisterschaften 2000 vom 1-m-Brett
- Europameisterin 2002 und 2004 vom 1-m-Brett
- Zweite der Europameisterschaften 2004 Synchronspringen 3-m-Brett mit Ditte Kotzian
- Zweite der Europameisterschaften 2006 in Budapest im Synchronspringen vom 3-m-Brett mit Ditte Kotzian
- Dritte der Weltmeisterschaften 2005 in Montreal vom 1-m-Brett
- Zweite der Weltmeisterschaften 2007 in Melbourne Synchronspringen 3-m-Brett mit Ditte Kotzian
- Erste FINA Diving Grand Prix Rostock 2008 im Synchronspringen vom 3-Brett mit Ditte Kotzian
- Zweite der Europameisterschaften 2008 in Eindhoven im Synchronspringen vom 3-m-Brett mit Ditte Kotzian
- Dritte der Olympischen Spiele 2008 in Peking im Synchronspringen vom 3-m-Brett mit Ditte Kotzian
- Sportlerin des Jahres 2008 in Sachsen

## Weblink
- Profil von Heike Fischer  beim Institut für Angewandte Trainingswissenschaft